# مقاطعة مورو (أوهايو)
مقاطعة مورو (بالإنجليزية: Morrow County)‏ هي إحدى مقاطعات ولاية أوهايو في الولايات المتحدة الأمريكية.

## أعلام
- واشنطن غاردنر